# رنو ان‌ان
رنو ان‌ان (Renault NN) خودرویی است که در سال‌های ۱۹۲۴ تا ۱۹۳۰ در رنو فرانسه تولید شده‌است. طراحی آن خودروهای موتور جلو-محور عقب بوده است.
موتور این خودرو ۹۵۱ سی‌سی سیستم جعبه‌دندهٔ آن ۳ دنده به صورت دستی است.